# Свистун луїзідський
Свистун луїзідський (Pachycephala collaris) — вид горобцеподібних птахів родини свистунових (Pachycephalidae). Ендемік Папуа Нової Гвінеї.

## Таксономія і систематика
Луїзідський свистун входив до видового комплексу золотистого свистуна, і в 2015 році був визнаний окремим видом.

## Підвиди
Виділяють два підвиди:
- P. c. collaris Ramsay, EP, 1878 — архіпелаг Луїзіада, за винятком острова Россель[en];
- P. c. rosseliana Hartert, E, 1898 — острів Россель[en].

## Поширення і екологія
Луїзідські свистуни поширені на островах архіпелагу Луїзіада.